# Ausfod Motor Engineering
Ausfod Motor Engineering Ltd. war ein britischer Hersteller von Automobilen.

## Unternehmensgeschichte
Das Unternehmen aus Chorlton-on-Medlock bei Manchester begann 1947 mit der Produktion von Automobilen. Der Markenname lautete Ausfod. 1948 endete die Produktion.

## Fahrzeuge
Das Unternehmen stellte Fahrzeuge her, die besonders für Trials geeignet waren. In das Fahrgestell eines Austin 7 wurde der Vierzylindermotor des Ford Ten mit 1000 cm³ Hubraum montiert. Die spezielle Vorderachse hatte Leslie M. Ballamy konstruiert, der später LMB Components gründete.
Darüber hinaus war ein Sportwagen mit aerodynamischer Karosserie angekündigt, wobei unklar bleibt, ob dieses Modell tatsächlich produziert wurde.